# Colletes lycii
Colletes lycii är en biart som beskrevs av Jörgensen 1912. Colletes lycii ingår i släktet sidenbin, och familjen korttungebin. Inga underarter finns listade i Catalogue of Life.